# リングギャグ

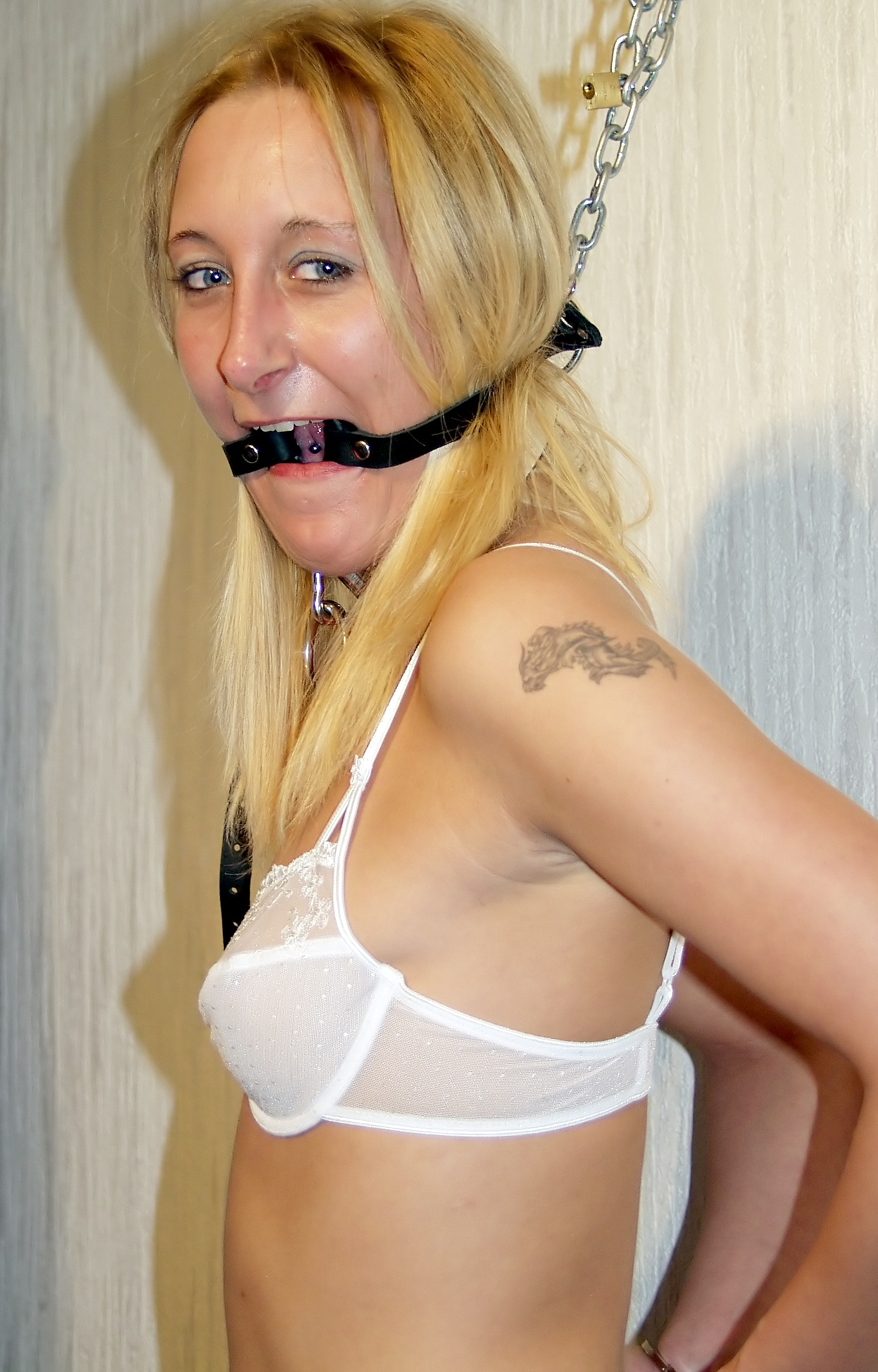
装着例

リングギャグは猿轡の一種。BDSMにおいて使用される。ボールギャグと違って口枷部分が輪になっている。このため着用者が窒息する恐れがない。また、口に何かを挿入するのに好都合である。猿轡は着用者の言葉を奪うものだが、リングギャグの場合はっきりした発声は出来なくてもかなり大きな音を出すことが出来るのが特徴。かつてはリングとプラグとがセットとなった商品もある。猿轡のマニアには、着用者（主に女性）の顔がゆがみよだれを垂らすのを見て喜ぶといった性的趣向を持つ者も存在するため、よりそうした効果の高い製品として認知されている。

## 注意
着用者の口をふさがない目的は前述の通りであり、口に何かを挿入することが第一の目的ではない。実際に何かを挿入するにはリングが小さすぎるものも多く、またかなり大きいリングで広げさせた場合は、ただ入れることが出来るだけでなんら実用に供さない。